# Leandro Romiglio
Leandro Ezequiel Romiglio (* 11. Februar 1991 in Mar del Plata) ist ein argentinischer Squashspieler.

## Karriere
Leandro Romiglio begann seine Profikarriere im Jahr 2009 und gewann bislang zwölf Titel auf der PSA World Tour. Seine höchste Platzierung in der Weltrangliste erreichte er mit Rang 35 am 12. Februar 2024. Bei den Panamerikanischen Spielen gewann er 2015 mit der argentinischen Mannschaft die Bronzemedaille. Auch bei den Panamerikanischen Spielen 2023 in Santiago de Chile sicherte er sich mit der Mannschaft mit Silber eine Medaille. Bei Panamerikameisterschaften gewann er in der Doppelkonkurrenz 2013 und 2014 den Titel, beide Male an der Seite von Robertino Pezzota. Die Mannschaftskonkurrenz gewann er mit Argentinien im Jahr 2013. Im Einzel wurde er erstmals 2016 und dann nochmals 2022 Panamerikameister. Mit der argentinischen Nationalmannschaft nahm er außerdem 2013, 2017 und 2019 an der Weltmeisterschaft teil.

## Erfolge
- Panamerikameister: 2016, 2022
- Panamerikameister im Doppel: 2013, 2014
- Panamerikameister mit der Mannschaft: 2013
- Gewonnene PSA-Titel: 12
- Panamerikanische Spiele: 1 × Silber (Mannschaft 2023), 1 × Bronze (Mannschaft 2015)
- Südamerikaspiele: 2 × Gold (Einzel und Mannschaft 2022), 1 × Silber (Mannschaft 2018), 1 × Bronze (Mixed 2022)